# Cliternia Equicola
Cliternia fu una città equicola nella Valle del Salto localizzata nel territorio comunale della contemporanea Petrella Salto o, secondo alcuni storici, in quello di Fiamignano.
Alla città non corrisponde nessuna area archeologica attualmente emersa (scavi che avevano attestato ritrovamenti di rilievo sono al momento sospesi per mancanza di fondi), per cui non è stato ancora possibile stabilire il sito preciso del centro urbano. Diversi reperti epigrafici testimoniano cariche pubbliche che attestano lo status di municipium di cui godeva la comunità equa. La distribuzione degli affioramenti di lapidi e monumenti funebri fanno pensare che l'abitato fosse collocato tra Petrella Salto e le frazioni di Staffoli e Capradosso.
Le fonti storiche o letterarie sono molto scarse e vaghe, al punto che si è ipotizzato che il centro fosse decaduto già prima del medioevo e dell'assetto diocesano cristiano, e che il municipium fosse stato aggregato alla res publica Aequiculanorum dopo il II secolo a.C.